# Iu-Mien-Amerikaner
Iu-Mien-Amerikaner (Iu Mien Meiv guoqc Mienh, englisch Iu Mien Americans) sind hauptsächlich ehemalige Flüchtlinge des Geheimen Krieges in Laos und des Vietnamkrieges.
Während einigen Iu-Mien-Familien vor 1980 politisches Asyl gewährt wurde und sie die Möglichkeit hatten, sich in den Vereinigten Staaten niederzulassen, kam die große Mehrheit der Iu-Mien-Einwanderer nach dem Refugee Act (Flüchtlingsgesetz) von 1980 in die USA.
Zwischen den späten 1970er und den frühen 1990er Jahren siedelten sich Tausende von Mien-Einwanderern hauptsächlich an der Westküste der USA an. 
Heute wird die Iu-Mien-amerikanische Bevölkerung auf 50.000 bis 70.000 geschätzt.

## Bevölkerung
Etwa 50.000 Iu Mien leben an der Westküste in Kalifornien, Oregon und Washington. In anderen Teilen des Landes sind es ungefähr 10.000 oder weniger, wie zum Beispiel in Alabama, Alaska, Texas, Tennessee, Michigan, Illinois und North Carolina.
Die genaue Anzahl ist schwer zu bestimmen, weil Mien noch nicht in die offizielle Volkszählung der USA aufgenommen wurde.